# Список объектов всемирного наследия ЮНЕСКО в Финляндии
В списке Всеми́рного насле́дия ЮНЕ́СКО в Финля́ндской Респу́блике значится 7 наименований (на 2014 год), это составляет 0,6 % от общего числа (1248 на 2025 год). 6 объектов включены в список по культурным критериям и 1 объект включен по природным. Кроме этого, по состоянию на 2014 год, 6 объектов на территории Финляндии находятся в числе кандидатов на включение в список всемирного наследия. Финляндская Республика ратифицировала Конвенцию об охране всемирного культурного и природного наследия 4 марта 1987 года. Первые два объекта, находящиеся на территории Финляндии были занесены в список в 1991 году на 15-й сессии Комитета всемирного наследия ЮНЕСКО.

## Список
В данной таблице объекты расположены в порядке их добавления в список всемирного наследия ЮНЕСКО.
| # | Изображение | Название                                                                                                   | Местоположение | Время создания           | Год внесения в список | №    | Критерии   |
| - | ----------- | --- | --- | ------------------------ | --------------------- | ---- | ---------- |
| 1 |             | Старая часть города Раума (фин. Vanha Rauma)                                                               | Город: Раума Провинция: Сатакунта | 1442                     | 1991                  | 582  | iv, v      |
| 2 |             | Крепость Суоменлинна (фин. Suomenlinna merilinnoitus)                                                      | Город: Хельсинки Провинция: Уусимаа | 1746 — 1770              | 1991                  | 583  | iv         |
| 3 |             | Старинная церковь в Петяйявеси (фин. Petäjäveden vanha kirkko)                                             | Город: Петяйявеси Провинция: Кески-Суоми | 1763 — 1764              | 1994                  | 584  | iv         |
| 4 |             | Деревоперерабатывающая фабрика в Верле (фин. Verlan puuhiomo ja pahvitehdas)                               | Ближайший город: Коувола Провинция: Кюменлааксо | 1872                     | 1996                  | 751  | iv         |
| 5 |             | Погребальный комплекс бронзового века Саммаллахденмяки (фин. Sammallahdenmäen pronssikautinen röykkiöalue) | Ближайший город: Раума Провинция: Сатакунта | III тысячелетие до н. э. | 1999                  | 579  | iii, iv    |
| 6 |             | Геодезическая дуга Струве (фин. Struven ketju) (6 пунктов)                                                 | Провинции: Лапландия, Кески-Суоми, Итя-Уусимаа (Совместно с Норвегией, Швецией, Россией, Эстонией, Латвией, Литвой, Белоруссией, Молдавией, Украиной) | XIX век                  | 2005                  | 1187 | ii, iv, vi |
| 7 |             | Высокий берег и архипелаг Кваркен (фин. Merenkurkun saaristo)                                              | Ботнический залив Провинция: Похьянмаа (Совместно с Швецией)                                                                                          | —                        | 2000, 2006            | 898  | viii       |

## Предварительный список
В таблице объекты расположены в порядке их добавления в предварительный список. В данном списке указаны объекты, предложенные правительством Финляндии в качестве кандидатов на занесение в список всемирного наследия.
| # | Изображение | Название                                                                             | Местоположение                                        | Время создания     | Год внесения в список | №    | Критерии      |
| - | ----------- | ------------------------------------------------------------------------------------ | ----------------------------------------------------- | ------------------ | --------------------- | ---- | ------------- |
| 1 |             | Надписи, высеченные на скалах острова Хауенсуоли (фин. Hauensuolen kalliomerkintöjä) | Ближайший Город: Ханко Провинция: Уусимаа             | XVI век — XVII век | 1990                  | 215  | iii, iv, v    |
| 2 |             | Руины «Церкви Кастелли» в Паттийоки (фин. Kastellin muinaisjäännösalue Pattijoella)  | Провинция: Северная Похьянмаа                         | XX век до н. э.    | 1990                  | 219  | i, iv         |
| 3 |             | Петроглифы Астувансалми (фин. Astuvansalmen kalliomaalaukset)                        | Ближайшее поселение: Сомеенярви Провинция: Южное Саво | XXX век до н. э.   | 1990                  | 220  | i, iv         |
| 4 |             | Священный остров Уконкиви (Уконсаари) на озере Инари (фин. Ukonsaari)                | Провинция: Лапландия                                  | —                  | 2004                  | 221  | iii, vi       |
| 5 |             | Санаторий Паймио (фин. Paimion parantola)                                            | Провинция: Варсинайс-Суоми                            | 1929—1933          | 2004                  | 1864 | i, ii, iv     |
| 6 |             | Озерная система Сайма — Пиелинен (фин. Vesistössä Saimaa-Pielinen)                   | Провинция: Похйойс-Карьяла                            | —                  | 2004                  | 1865 | vii, viii, ix |